# Marcus Böblinger
Marcus Böblinger (* unbekannt; † 1492 in Esslingen; auch Markus/Marx und Beblinger) war ein spätgotischer deutscher Baumeister und Sohn Hans Böblingers. Er gehörte zur schwäbischen Baumeisterfamilie Böblinger.
Über sein Werk und Leben ist wenig bekannt. Nach dem Tode seines Vaters übernahm er die Leitung der Esslinger Frauenkirche. Sein Name ist mit einem Steinmetzzeichen in südwestlichen Gebäudeteil mit der Jahreszahl 1484 in eine Fiale eingeschlagen. Er wird dort als Meister bezeichnet und sein Name ist eigentümlicherweise mit dem Steinmetzzeichen seines Vaters versehen.